# Gerhard Joppich
Gerhard Paul Waldemar Joppich (* 5. November 1903 in Nieder Hermsdorf in Schlesien; † 7. Januar 1992 in Göttingen) war ein deutscher Kinderarzt und Hochschullehrer. Seine Spezialgebiete lagen auf den Gebieten der Infektionskrankheiten und der Immunologie. Neben seinen Arbeiten zur Poliomyelitis wurde er vor allem bekannt, weil er sich 1961 erfolgreich für die Einführung der Schluckimpfung in der Bundesrepublik Deutschland einsetzte.

## Leben

### Studium und Ausbildung, Familie
Gerhard Joppich war der Sohn des Arztes Julius Joppich und dessen Ehefrau Selma Joppich, geborene Kunkel.
Nach seinem 1924 abgelegten Abitur am humanistischen Gymnasium in Waldenburg studierte Joppich Medizin in Berlin, Würzburg, München, in Graz bei Franz Hamburger und in Breslau. In Breslau legte er 1929 sein Staatsexamen ab und wurde 1930 promoviert. Im August desselben Jahres erhielt er seine Bestallung als Facharzt für Kinderkrankheiten.
1930/31 wirkte Joppich zunächst als Assistenzarzt der Inneren Abteilung des Paulinenkrankenhauses in Wiesbaden und in der Chirurgie des Städtischen Krankenhauses Wismar. 1931/32 war er am Hygienischen Institut der Universität Köln tätig und ab 1932 als Assistenzarzt bei Hans Kleinschmidt an der Universitäts-Kinderklinik in Köln, ab Februar 1935 als Oberarzt ebendort. 1936 habilitierte er sich für Kinderheilkunde. Ab August 1938 hatte er in Köln eine Privatdozentur inne.
Seit 1933 war er mit Emilie „Mile“ Joppich, geborene Noll, verheiratet. Joppich wurde Vater von fünf Kindern, darunter der spätere Professor für Kinderchirurgie Ingolf Joppich (* 26. Oktober 1936).

### Zeit des Nationalsozialismus
Joppich, der während der 1920er Jahre in der bündischen Jugendbewegung aktiv gewesen war, trat zum 1. März 1932 der NSDAP bei (Mitgliedsnummer 949.046). Er gehörte zu einer politisch aktiven Gruppe von Kinderärzten um den Kölner Ordinarius Kleinschmidt, die sich nach der nationalsozialistischen „Machtergreifung“ in den Dienst einer Ideologie der „Jugend des Führers“ stellten. Man wolle helfen, so hieß es in einer gemeinsamen Erklärung, „Schäden zu überwinden, an denen die vergangene Zeit krankte, damit ein gesundes, lebensmutiges und opferwilliges, der nationalsozialistischen Idee entsprechendes Geschlecht heranwächst“. Die Gruppe, der neben Kleinschmidt und Joppich auch Egon Unshelm, Oskar Zschokke und Theodor Gött angehörten, erhielt das Angebot, den Aufbau der Hitlerjugend (HJ) mitzutragen, und formulierte „Leitsätze für die in Bünde eingeordnete deutsche Jugend des Pflichtschulalters“.
Von 1933 bis 1942 war Joppich Gebietsarzt der HJ im HJ-Gebiet Köln-Aachen; 1941 wurde er dort zum Oberarzt befördert. Ab 1939 gehörte er im Rang eines Bannführers, ab Januar 1940 im Rang eines Oberbannführers dem Stab der Reichsjugendführung (RJF) an. Von August 1939 bis Februar 1942 leistete Joppich als Unter-, Assistenz- und schließlich Oberarzt Kriegsdienst im Zweiten Weltkrieg, wobei er sowohl am Westfeldzug wie am Überfall auf die Sowjetunion teilnahm und mit dem Eisernen Kreuz II. Klasse sowie mit dem Kriegsverdienstkreuz II. Klasse und I. Klasse mit Schwertern ausgezeichnet wurde. Er wurde im Februar 1942 unabkömmlich gestellt. Ab 1942 leitete er die Abteilung Jugendmedizin im Amt für Gesundheitsführung der Reichsjugendführung und gehörte dem Hauptamt für Volksgesundheit in der NSDAP an.
Joppich veröffentlichte zahlreiche medizinische Studien mit Bezug auf die HJ. In dem Programm zur Gesundheitsführung der Jugend, die 1939 vom Reichsarzt der HJ, Robert Hördemann, gemeinsam mit Joppich als Abteilungsleiter im Amt für Gesundheitsführung der RJF erarbeitet wurde, beschrieben die beiden Autoren die Aufgaben des Arztes in HJ und BDM von der „Erbpflege“ bis zur „gesundheitlichen Wirkung der Sommerzeltlager der HJ“. Nach dem Krieg wurde diese Schrift verschleiernd als „rein ärztlich“ charakterisiert, um die Autoren zu entlasten. Dagegen weist Eduard Seidler auf den politischen Willen hin, der dahinter gesteckt habe.
Seit Oktober 1941 amtierte Joppich als Ärztlicher Direktor und ab 1942 als Chefarzt des Kaiserin-Auguste-Victoria-Hauses in Berlin, das zugleich Reichsanstalt zur Bekämpfung der Säuglings- und Kindersterblichkeit war und später Kinderklinik der FU Berlin wurde. Im Auftrag der Reichsjugendführung errichtete er dort eine Forschungsstelle für ärztliche Jugendkunde. Im März 1943 übernahm er die Leitung der Reichsarbeitsgemeinschaft Mutter und Kind. 1944 wurde er zum außerplanmäßigen Professor für Kinderheilkunde in Berlin berufen.

### Nach dem Zweiten Weltkrieg
Joppich blieb bis 1954 Direktor des Kaiserin-Auguste-Viktoria-Hauses, das mit Gründung der Freien Universität Berlin 1948 zur Universitätskinderklinik wurde. Joppich war damit einer der Gründungsordinarien der Medizinischen Fakultät an der FU Berlin; zum ordentlichen Professor für Kinderheilkunde war er 1948 ernannt worden. 1954 wechselte er als Nachfolger seines Lehrers Kleinschmidt nach Göttingen, wo er die Direktion der Universitäts-Kinderklinik übernahm. Er wurde 1972 emeritiert.
Joppich gehörte zahlreichen Verbänden und Vereinigungen an. Bei der Gründungsfeier des Berliner Landesverbandes des Paritätischen Wohlfahrtsverbandes im Mai 1950 wurde er zum Vorsitzenden gewählt. 1960 amtierte er als Vorsitzender der Deutschen Gesellschaft für Kinderheilkunde, die ihn 1974 zum Ehrenmitglied wählte. Von 1961 bis 1966 war er Präsident der Deutschen Vereinigung zur Bekämpfung der Kinderlähmung. Er war von 1966 bis 1969 Mitglied des Wissenschaftsrates und seit 1963 der Deutschen Akademie der Naturforscher (Leopoldina). Für den Wissenschaftsrat saß Joppich einer Kommission vor, welche die Pläne für das Zentralinstitut für Seelische Gesundheit an der Universität Mannheim begutachtete.
Im Jahr 1963 wurde Joppich Ehrenmitglied der Chilenischen, Bolivianischen, Finnischen, Venezolanischen und korrespondierend auch der Schweizer Gesellschaft für Kinderheilkunde, 1974 auch Ehrenmitglied der Nordwestdeutschen und der Deutschen Gesellschaft für Kinderheilkunde und 1978 der Berliner Medizinischen Gesellschaft. 1977 wurde er mit der Albrecht-von-Haller-Medaille der Universität Göttingen geehrt. 1980 wurde er Ehrenmitglied der Deutschen Gesellschaft für Sozialpädiatrie. 1982 erhielt er den Ott-Heubner-Preis der Deutschen Gesellschaft für Kinderheilkunde. 1987 der Rotarier mit dem Großen Verdienstkreuz des Verdienstordens der Bundesrepublik Deutschland ausgezeichnet.

## Wirken
Joppich war Verfasser diverser Fachpublikationen. Des Weiteren betätigte er sich als Mitherausgeber des Archivs für Kinderheilkunde, der Zeitschrift für Kinderchirurgie und des Lehrbuchs für Kinderheilkunde.
Mit seinem Schwerpunkt auf Mikrobiologie befasste sich Joppich vor allem mit Infektionskrankheiten und Immunologie. In seiner Kölner Zeit arbeitete er zu Lungenentzündungen und Kinderlähmung (Polio). Während einer Polio-Epidemie in Köln 1938 führte er mit seinem Kollegen J. W. Cammerer Lumbalpunktionen an Kontaktpersonen von Poliokranken durch. Dabei stellten sie fest, dass bei einem Drittel der Untersuchten ein charakteristischer Liquor-Befund vorlag, ohne dass Krankheitsbeschwerden aufgetreten wären. Dadurch identifizierten sie die „Liquor-Poliomyelitis“.
Nachdem er 1961 die Präsidentschaft der Deutschen Gesellschaft zur Bekämpfung der Kinderlähmung von Kleinschmidt übernommen hatte, befürwortete Joppich den Einsatz des neuen oralen Lebendimpfstoff gegen Polio nach Albert Sabin und setzte sich für die Einführung der Schluckimpfung ein. Er gilt als derjenige, der die Polio-Schluckimpfung in der Bundesrepublik Deutschland durchsetzte. Bayern und Nordrhein-Westfalen erklärten sich als erste dazu bereit; andere Bundesländer schlossen sich an, sodass 1962 bereits 22 Millionen Personen gegen Polio geimpft wurden. Die Zahl der Erkrankungen ging von 4.673 im Jahr 1961 auf 291 im Jahr 1963 zurück. Die Schluckimpfung wurde deshalb als großer Erfolg gefeiert.
Joppich war evangelisch und gehörte in der Bundesrepublik Deutschland zu den Medizinern, welche die nationalsozialistischen Medizinverbrechen und die von Kinderärzten in der Zeit des Nationalsozialismus begangenen Euthanasie-Verbrechen tabuisierten. Unter seiner Leitung verfolgte die Deutsche Gesellschaft für Kinderheilkunde 1960 eine zurückhaltende Linie im öffentlichen Skandal um Werner Catel. 1972 verfasste Joppich eine Laudatio zum 80. Geburtstag von Ernst Wentzler. Darin ließ er dessen Tätigkeit als zweiter pädiatrischer Gutachter beim „Reichsausschuß zur wissenschaftlichen Erfassung von erb- und anlagebedingten schweren Leiden“, welcher die Kindereuthanasie steuerte, unerwähnt. 1983 hielt er einen Festvortrag über Franz Hamburger. Der Historiker Sascha Topp attestiert dem Vortrag „revisionistische Züge“, da „darin ausschließlich [Hamburgers] wissenschaftliche Leistungen referiert, aber seine Nähe zum Nationalsozialismus und seine antisemitischen Kampagnen als Vorsitzender der Fachgesellschaft ausgeblendet wurden.“

## Schriften
- Über retrograde Inhaltsverschiebungen im menschlichen Dickdarm. 1931.
- Die kruppöse Pneumonie des Kindes. Untersuchungen über die Art und Beeinflußbarkeit ihres Ablaufes. Karger, Basel [u. a.] 1937.
- mit Robert Hördemann (Hrsg.): Die Gesundheitsführung der Jugend. Lehmanns, München 1939.
- mit Hans Kleinschmidt und Carl Coerper (Hrsg.): Die übertragbare Kinderlähmung. Mit besonderer Berücksichtigung der Erfahrungen aus der Kölner Epidemie 1938. Hirzel, Leipzig 1939.
- mit Kurt Hofmeier (Hrsg.): Lehrbuch für Säuglings- und Kinderschwestern. 2. Auflage. Enke, Stuttgart 1944.
- Kinderpflegelehrbuch für Säuglings- und Kinderschwestern. 3. Auflage. Enke, Stuttgart 1951.
- Die Sterblichkeit der ersten Lebenstage. Bericht über die Tagung der Deutschen Vereinigung für die Gesundheitsfürsorge des Kindesalters e. V. : 9. September 1954 Essen., Berlin 1955.
- Das Kind im Jahrhundert des Kindes. Rede zur feierlichen Immatrikulation am 24. November 1956. Vandenhoeck & Ruprecht, Göttingen 1957.
- Der Kampf gegen die Kinderlähmung. Vandenhoeck & Ruprecht, Göttingen 1958.
- Aus dem Tagebuch des Kaiserin Auguste Victoria Hauses. In: Berliner Medizin : Organ für die gesamte praktische und theoretische Medizin. 1959, S. 13–14.
- und Franz Josef Schulte: Neurologie des Neugeborenen. Springer, Berlin, Heidelberg, New York 1963 .
- mit anderen: Handbuch der Kinderheilkunde. Springer, Berlin, Heidelberg, New York 1966.
- Stoffwechsel des Neugeborenen. Ergebnisse e. Symposions über Neonatale Biochemie in Deidesheim/Weinstr., 24. – 26. Okt. 1968 = Metabolism of the newborn. Hippokrates-Verl, Stuttgart 1970.
- Emil Feer und Gerhard Joppich: Kinderheilkunde. Zum Lehrbuch der Kinderheilkunde, begründet von E. Feer, herausgegeben von G. Joppich, 22. Auflage. Fischer, Stuttgart 1971, ISBN 978-3-437-00085-0; 24. Auflage 1980.
- als Hrsg.: Bakterielle Infektionen im Kindesalter. Ed. Roche, Grenzach-Wyhlen 1975.